# Viaduc des Fades
Het Viaduc des Fades is het hoogste spoorviaduct van Frankrijk.

## Ligging
Het viaduct overspant het dal van de rivier de Sioule in Auvergne in het departement Puy-de-Dôme tussen Sauret-Besserve in het noorden en Les Ancizes-Comps in het zuiden, 40 km ten noordwesten van de stad Clermont-Ferrand. Het bevindt zich in een berggebied, dat La Combraille of Les Combrailles heet. De brug maakt deel uit van het (in 2007 opgeheven) enkelsporige spoorlijntje Volvic – Lapeyrouse, dat Clermont-Ferrand met Montluçon verbindt.
Een goed uitzicht op het viaduct heeft men vanaf de D62 van boven op de stuwdam Barrage de Fades, waar ook een informatiepaneel staat.

## Geschiedenis
Het viaduct werd van 1893–1896 ontworpen en van 1901–1909 gebouwd. Vanaf 1896 werkte Félix Virard (1852–1910) het eigenlijke bouwplan uit, dat in 1901 ministeriële goedkeuring verkreeg. De aannemer was het bedrijf Société Française de Constructions Mécaniques (Anciens Établissements Cail) uit Denain (Departement du Nord), de bouwdirecteur was Emile Robert. Het viaduct kwam op 11 september 1909 gereed en werd op 10 oktober 1909 door minister René Viviani plechtig geopend voor het treinverkeer.
De constructie en ligging van het viaduct maakt dat regelmatig onderhoud aan het spoor erop, en ook van het bouwwerk zelf, omslachtig en kostbaar is. Na bijna een eeuw, op 9 december 2007, werd het treinverkeer op het Viaduc des Fades definitief gestaakt. Sedertdien heeft het grootste stalen viaduct van Frankrijk geen belang meer voor het verkeer. Het is echter sinds 1984 beschermd als historisch monument.
Het is mogelijk om met een spoorfiets vanaf Les Ancizes-Comps over het spoor naar het viaduct te rijden over een traject van 7,5 km.

## Technische details
Het betreft een vakwerkbrug met een totale lengte van 470,25 m. De beide 92 m hoge pijlers zijn van granietstenen gemetseld. De vakwerkdragers zijn, evenals het uit een driedubbel vlechtwerk bestaande vakwerk zelf, van staal. De hoogte van de brug bedraagt vanaf het wateroppervlak van de Sioule 132,5 m. en daarmee is het Viaduc des Fades de hoogste spoorbrug van Frankrijk. De pijlers dragen 3 brugdelen van 116, in het midden 144 en nogmaals van 116 m lengte. De brug is bij de pijlers 22 m. breed, de spoorbaan bijna 8 meter.

## Afbeeldingen

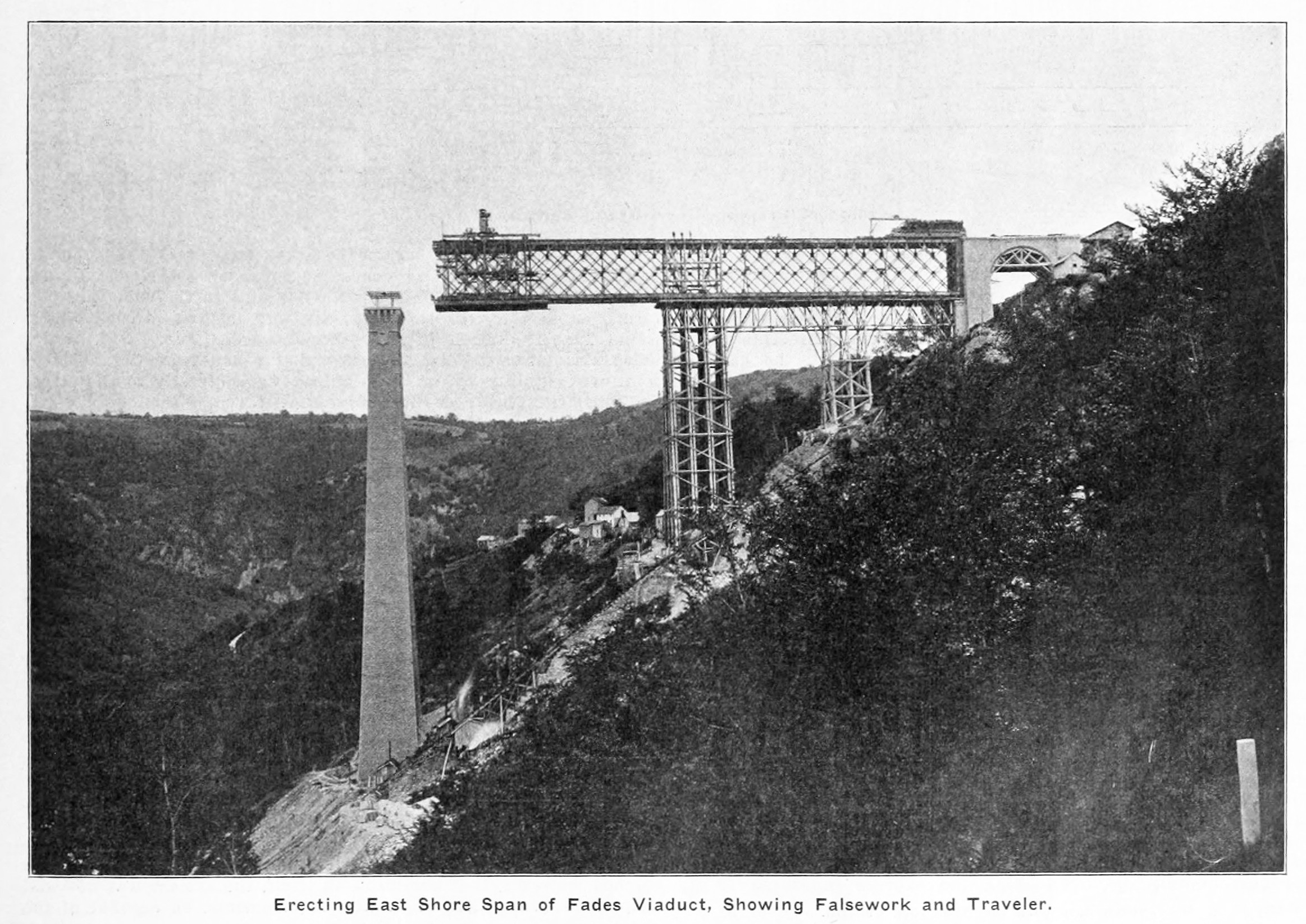
Tijdens de bouw in 1905.
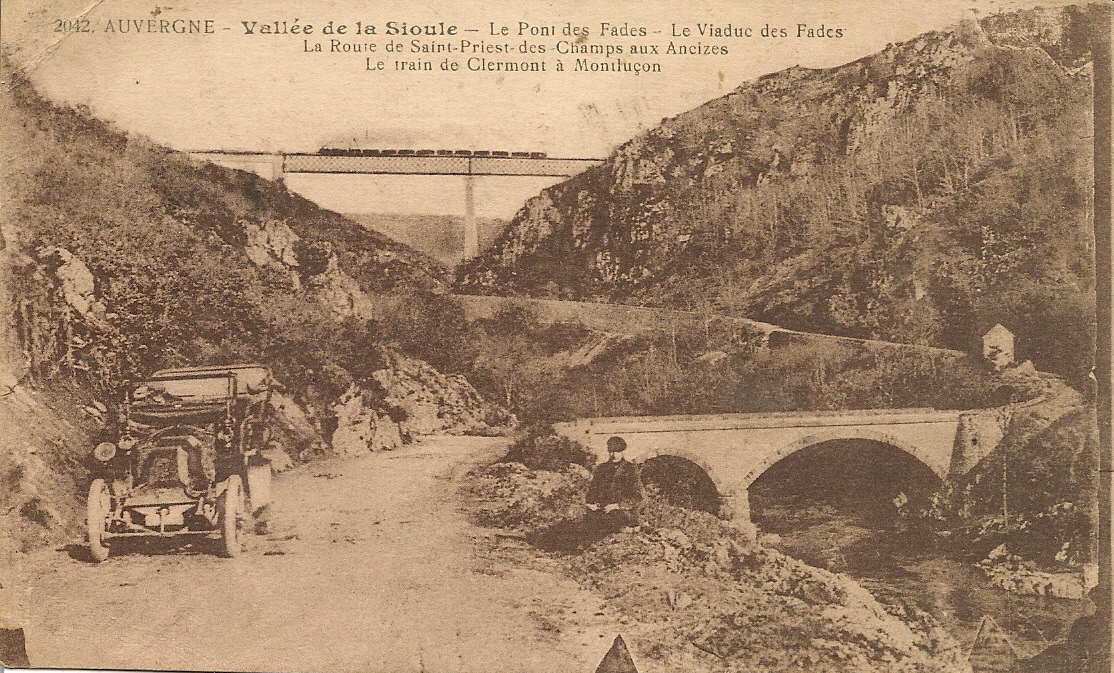
De brug in 1923.
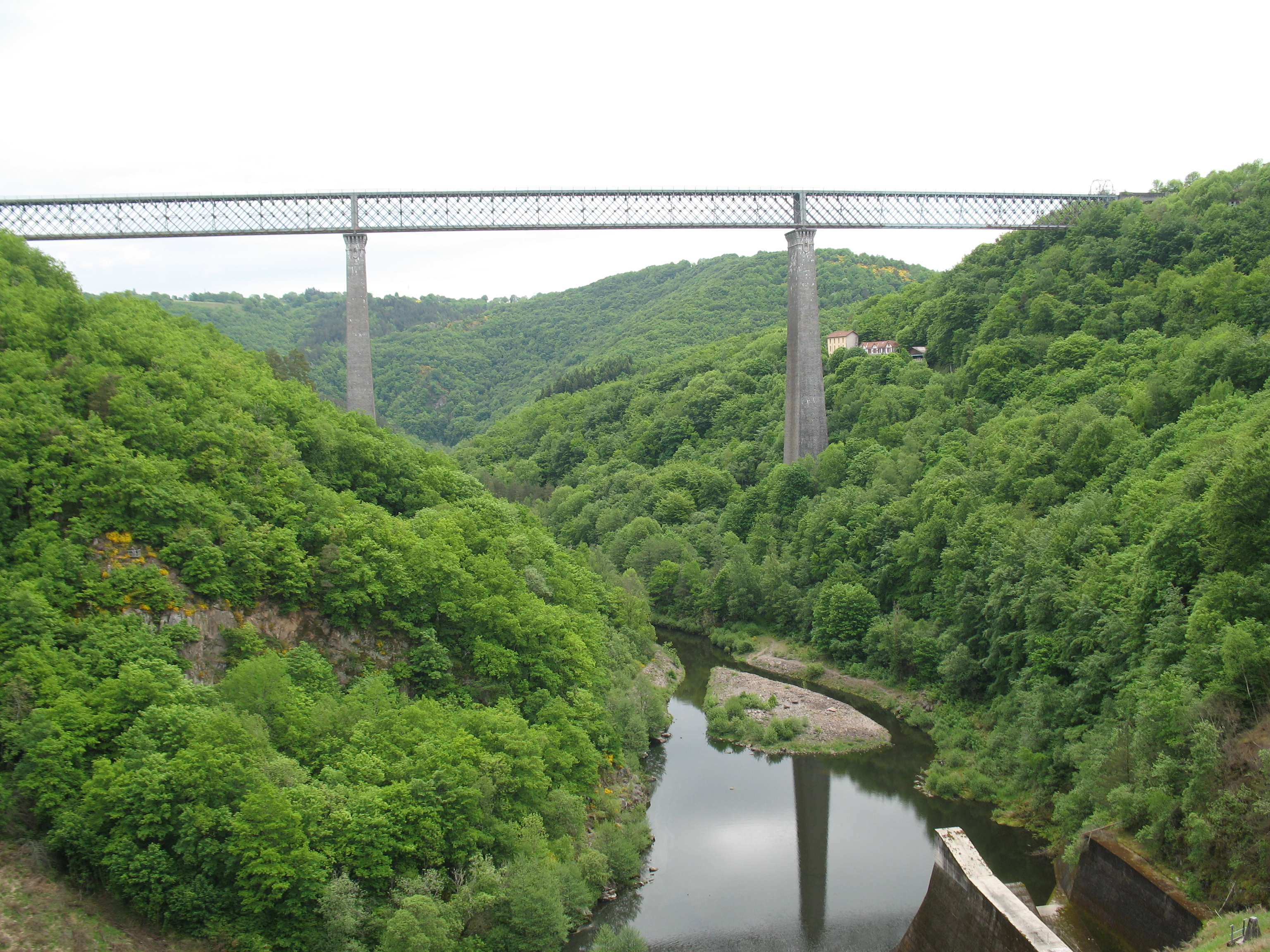
De brug tegenwoordig, gezien vanaf de stuwdam.